# Birthing the Giant
Birthing the Giant is het eerste volle album van Cancer Bats. Het is uitgegeven op 6 juni 2006 in Canada, de afkomst van de band. 5 september volgde het album in de Verenigde Staten, en 4 december in Engeland. 

## Tracks
1. "Golden Tanks" – 3:46
2. "French Immersion" – 3:10
3. "Grenades" – 3:51
4. "Shillelagh" – 3:19
5. "Butterscotch" – 3:08
6. "Death Bros" – 4:48
7. "Firecrack This" – 3:30
8. "Diamond Mine" – 4:16
9. "100 Grand Canyon" – 2:44
10. "Ghost Bust That" – 3:47
11. "Pneumonia Hawk" – 3:55
12. "Roy Rogers Party" – 3:28